# گراهام ورنکوم
گراهام ورنکوم (انگلیسی: Graham Vearncombe; ۲۸ مارس ۱۹۳۴ – ۳۰ نوامبر ۱۹۹۲) بازیکن فوتبال اهل ولز بود.
از باشگاه‌هایی که در آن بازی کرده‌است می‌توان به باشگاه فوتبال کاردیف سیتی اشاره کرد.
وی همچنین در تیم ملی فوتبال ولز بازی کرده‌است.